# アキレウスの陣営を訪れるアガメムノンの使者たち
『アキレウスの陣営を訪れるアガメムノンの使者たち』（アキレウスのじんえいをおとずれるアガメムノンのししゃたち、仏: Les ambassadeurs d Agamemnon dans la tente d Achille, 英: The Ambassadors of Agamemnon in the tent of Achilles）は、フランス新古典主義の画家ドミニク・アングルが1801年に制作した神話画である。油彩。主題はホメロスの叙事詩『イリアス』第9巻で語られている和解を試みるアガメムノンとそれを拒絶するアキレウスのエピソードから採られている。アングル初期の神話画であり、アングルはこの作品によってローマ大賞を受賞し、ローマに留学する名誉を得た。現在はパリの国立高等美術学校に所蔵されている。また準備習作がストックホルムのスウェーデン国立美術館に所蔵されている。

## 主題
『イリアス』によると、アガメムノンはトロイア戦争の過程で敬虔なアポロンの老神官クリュセスの娘クリュセイスを捕虜としたが、彼女の解放を求める父親の願いを拒んだだけでなく、酷い仕打ちを加えて追い返したため、クリュセスはギリシア軍に災いが降りかかるようアポロンに願った。これを聞いたアポロンはギリシア軍の陣営に必殺の矢を雨のように放ち、多くのギリシア兵が倒れた。アキレウスは軍の窮状を見かねてクリュセイスの返還を提案したが、アガメムノンは返還するかわりにアキレウスの捕虜ブリセイスをもらうと言い張った。この横暴な主張はアキレウスとアガメムノンとの対立を決定づけた。アキレウスは腹を立てつつもブリセイスの引き渡しに応じたが、戦場で戦うことを止めてしまった。その後の戦闘でギリシア軍が不利になると、アガメムノンはアキレウス老将ポイニクス、大アイアス、オデュッセウス、伝令̪使オディオスとエウリュバテスを送って和解を申し出たが、アキレウスはこれを断った。その後、ポイニクスはアキレウスの陣地に残り、アキレウスやパトロクロスとともに休息し、2人には捕虜の女ディオメデとイーピスが付き添った。

## 制作経緯

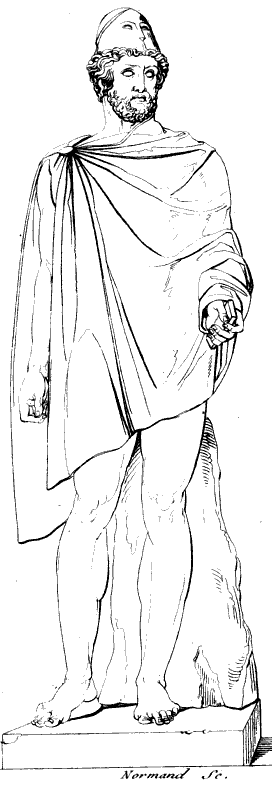
『フォキオン像』。前500年頃の作品のローマ時代の複製。ヴァチカン美術館所蔵。

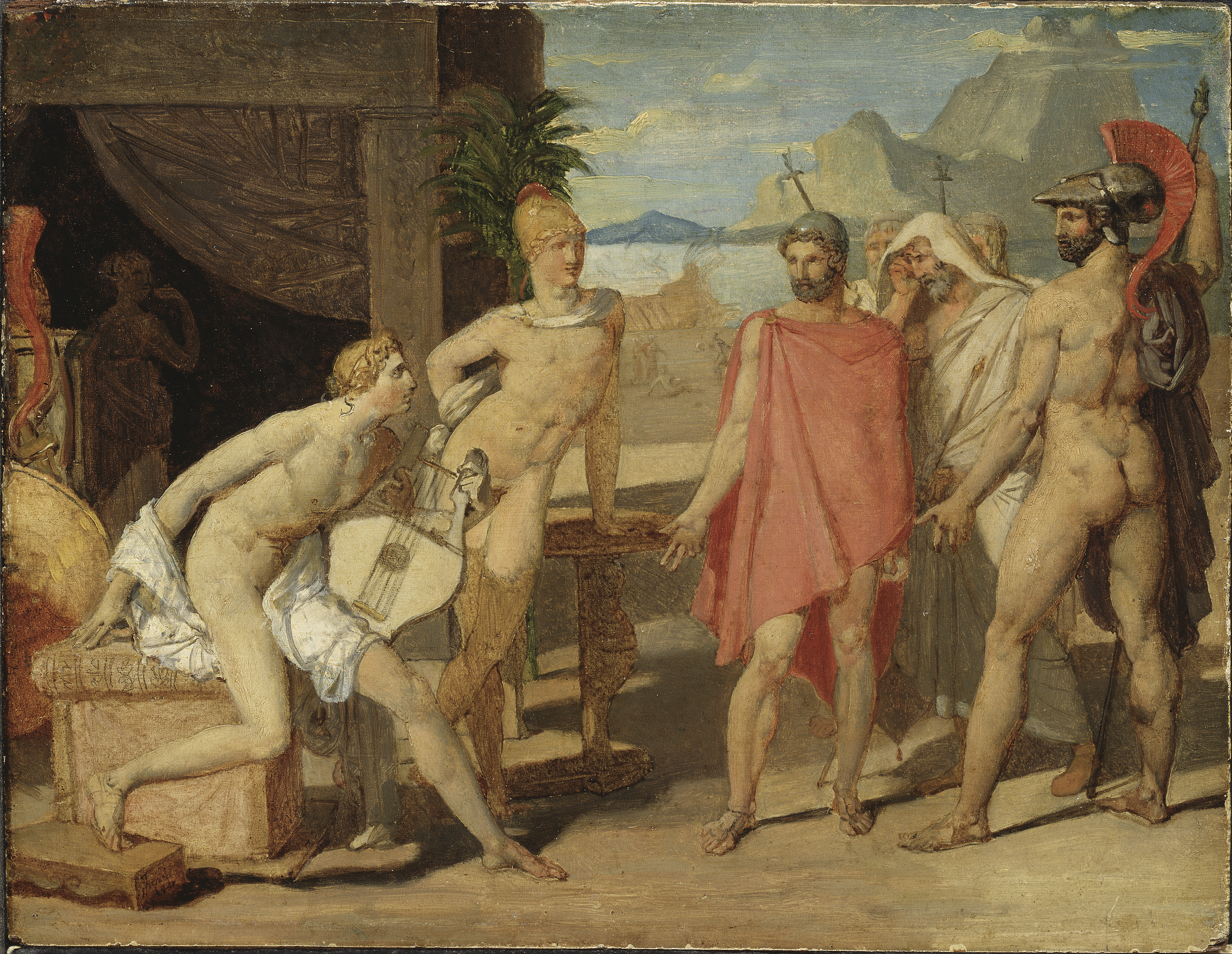
準備習作。スウェーデン国立美術館所蔵。

ジャック＝ルイ・ダヴィッドのもとで学んだ弟子たちはみなローマ賞に応募して大賞を受賞するという野心を燃やした。なぜならば大賞受賞者は例外なくローマのフランス・アカデミーに留学し、パリでは模写や版画でしか知ることのできない古代の美術品を直接研究する名誉が与えられたからである。1801年度のローマ賞の主題はアカデミーによって「アキレウスの戦場への帰還を説得しようとするアガメムノンの使者」と定められた。この主題に挑戦したアングルは本作品を制作し、1801年9月29日に大賞を与えられた。ただしアングルの留学は政府の事情により5年間延期された。

## 作品
アングルはアキレウスの陣営を訪れたアガメムノンの使者たちを描いている。それまで座って竪琴を爪弾いていた画面左のアキレウスは油断なく立ち上がろうとし、その傍らでパトロクロスは足を交差させ右手を背中に回したくつろいだ姿勢で立っている。一方で画面右の使者たちはオデュッセウスを先頭としてアキレウスの前に進み出、盲目の老将ポイニクス、右端で背中を向けて立った大アイアスがそれに続き、伝令̪使オディオスとエウリュバテスはオデュッセウスとポイニクスの背後に立っている。画面中央の遠景ではアキレウスに仕える兵士たちが円盤投げに興じており、その奥には海岸に停泊する軍船の曲がった船首が、さらに画面右上には遠くの陸地が見える。
アングルは主題となった『イリアス』の一場面を戦争と平和の鋭い対立あるいは劇的な相克として捉えた。アングルは画面を拮抗する左右2つの部分に分割し、一方に戦場から自身の陣営に退いたアキレウスと親友パトロクロスを配置し、他方にはアキレウスの平和な世界を中断させ、再び彼らを戦場に連れ戻そうとする存在として、オデュッセウスを先頭とするアガメムノンの使者たちを配置した。
巨匠たちの画学生時代の作品は老いた師と若き巨匠の両方の様式が反映されている点で魅力的である。この作品の構図はダヴィッド的であり、人物は彫刻のような明確さと静寂でもって浅い空間に配置されている。加えて何人かの登場人物は明らかに古代彫刻からの学習成果を示している。特にオデュッセウスのポーズはアテナイの将軍フォキオンを彫刻したものと言われるヴァチカン美術館所蔵の『フォキオン像』に基づいており、パトロクロスは『ガニュメデス像』に基づいている。これらの点はアングルが理想美の典型にいかに強い関心を抱いていたかをうかがわせる。しかしダヴィッドと同様、アングルの古典芸術の援用は常に解剖学の厳密な知識によって強化されている。パトロクロスはアングル美術館所蔵の裸体習作に見るように、単に古代芸術の援用であるだけでなくアングルが試みた類似のポーズの研究をも反映している。
しかし若いアングルはダヴィッド風のテーマに繊細な変化を与えた。ダヴィッドが『サビニの女たち』（Les Sabines）の裸体の戦士像で生み出した人物表現の様式をよりしなやかに展開することで、ほっそりした人体比率や明確でしなやかな輪郭線に対する志向を明確に示している。アキレウスの手足はまるでバネのような曲線を描き、パトロクロスはうねるような人体比率を示し、古典的彫刻の比率をさらに引き伸ばしたかのようであり、画面右に立った使者たちの野生さと対比させている。
アングル特有の様式的傾向もすでに明確に表れている。アキレウスが腰にまとった白い布やパトロクロスの身体を流れ落ちる青い布の装飾趣味は、アングル初期の肖像画に顕著な肩にかけられたショールの複雑な線の流れを予告している。色彩もまたアングルの熟達を想像させる。三原色の多くはいずれも優雅なパステル調に置換され、地中海の青い遠景には涼しげな銀色の色調が与えられている。そして平面性への強い志向は奥行きを異常なまでに短縮し、遠近を連続する面の装飾模様と化してしまっている。そのため地面は引き起こされ、前景の人物群は重力を失っているかのように見える。画面右上の陸地も画面下の人物群の輪郭に応じて高低し、画面右上の奥行きを深めるよりもむしろ平坦化の役割を果たしている。こうした古代ギリシアの浮彫りや壺絵の二次元的表現によく似た様式的傾向は、若いアングルの古代芸術に対する熱狂や、ホメロスの挿絵を描いたイギリスの画家ジョン・フラックスマンから受けた影響を示している。それを理解してか、1802年にパリを訪れたフラックスマンは『アキレウスの陣営を訪れるアガメムノンの使者たち』を見て、これほど見事なものはないと語った。

## 来歴
1801年以来、パリ国立高等美術学校に所蔵されている。

## ギャラリー
関連画像

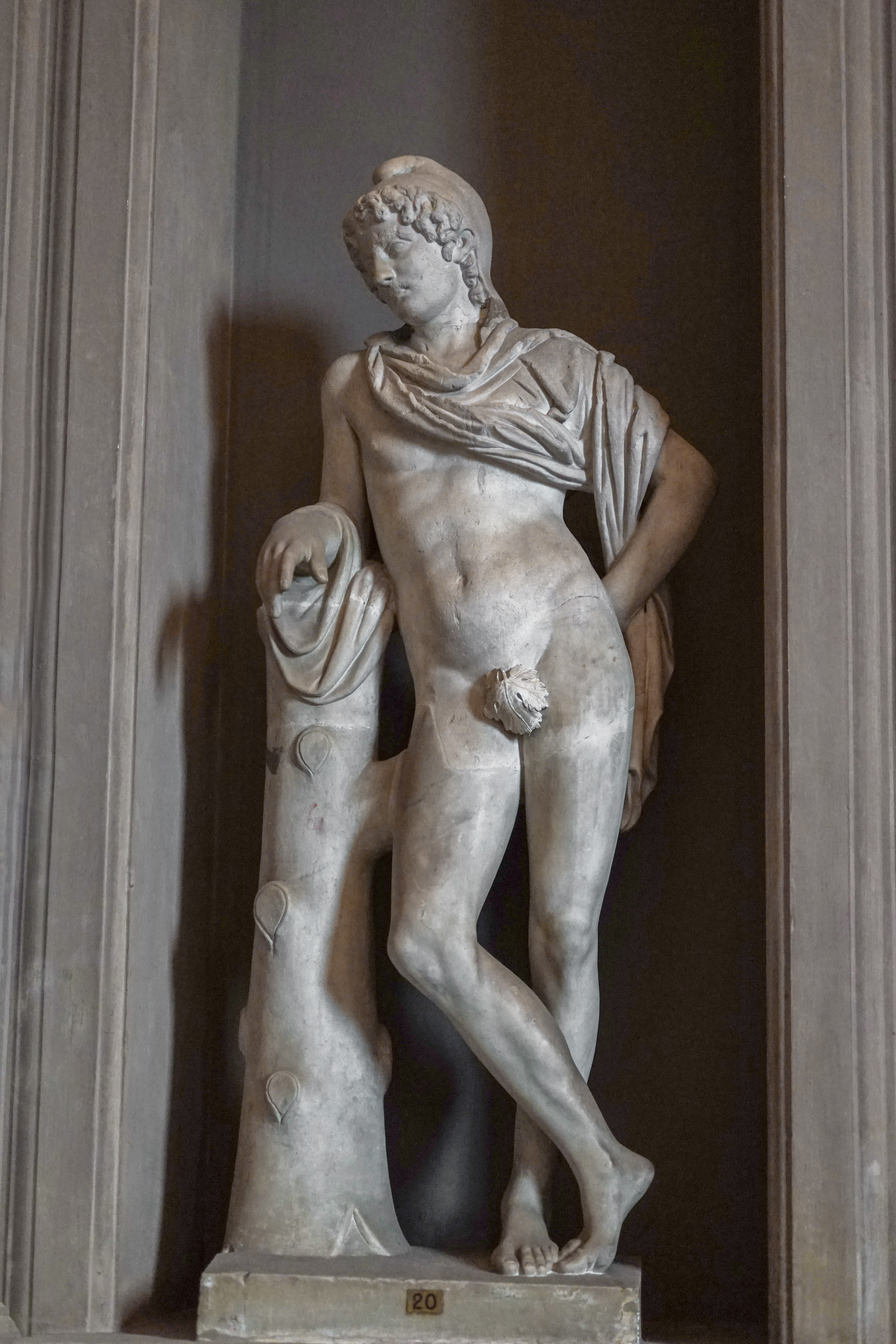
『パリスあるいはガニュメデス像』ヴァチカン美術館所蔵
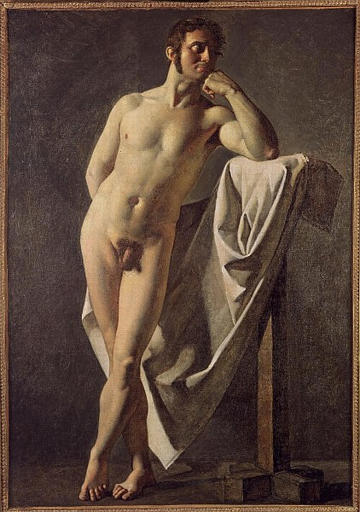
アングルの裸体習作 1801年 アングル美術館所蔵
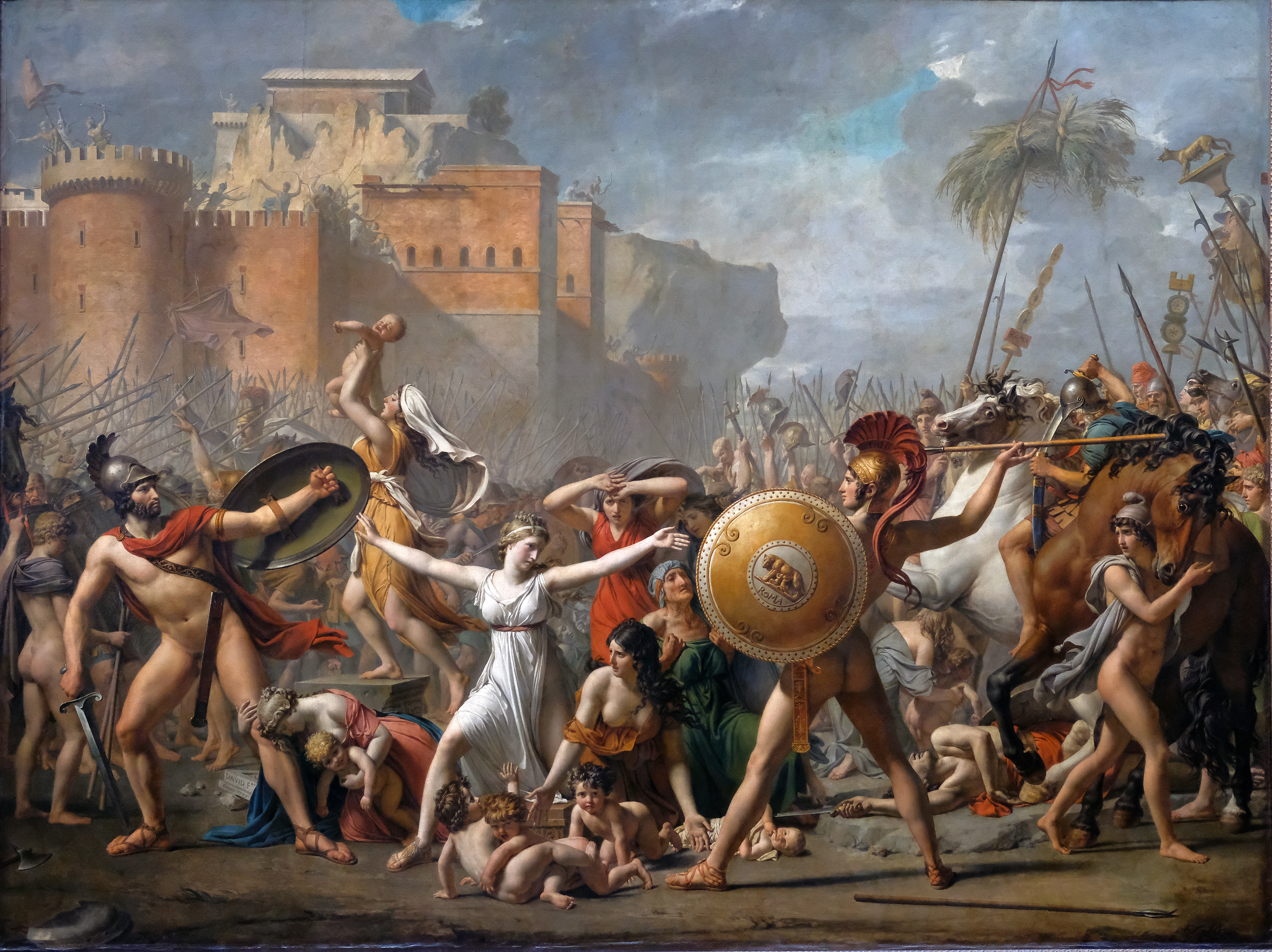
ジャック＝ルイ・ダヴィッド『サビニの女たち』1799年 ルーヴル美術館所蔵